# Clemens August von Westphalen
Clemens August Freiherr von Westphalen (seit 1792 Reichsgraf) (* 12. Januar 1753 in Paderborn; † 26. Dezember 1818 in Frankfurt am Main) hatte zahlreiche Ämter in verschiedenen nordwestdeutschen Hochstiften inne, war Kurmainzer Staatsminister und kaiserlicher Gesandter.

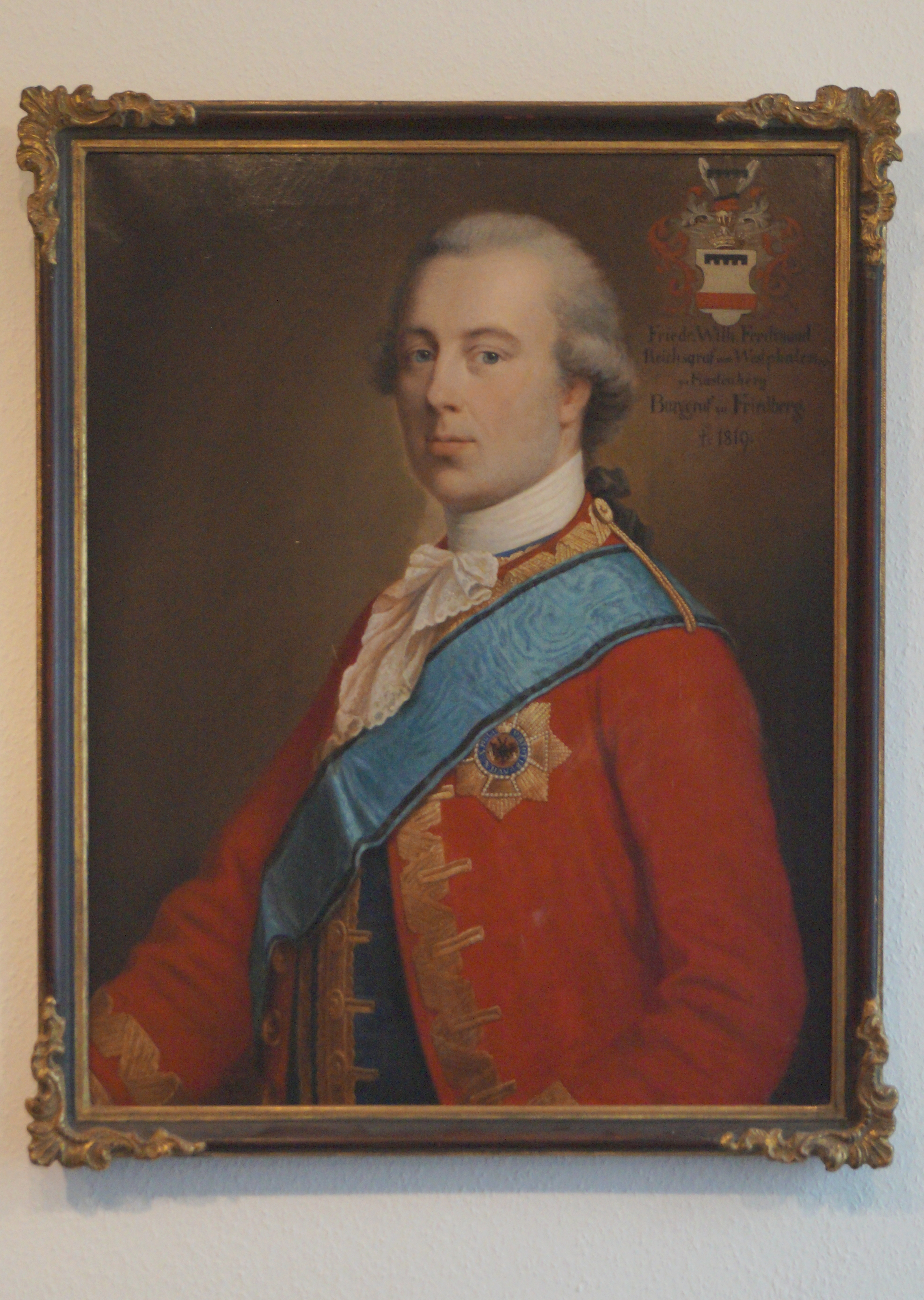
Porträt unter den Friedberger Burggrafen im Wetterau-Museum

## Familie
Er stammte aus der westfälischen Adelsfamilie von Westphalen zu Fürstenberg und war Sohn des fürstbischöflich Paderborner Oberstallmeisters Clemens August von Westphalen. Er heiratete 1778 die Gräfin Maria Antonia Waldbott von Bassenheim. Mit dieser hatte er fünf Kinder, darunter den Erben Friedrich Wilhelm. In zweiter Ehe heiratete er 1788 Maria Theresia von Bocholtz. Diese Ehe blieb kinderlos.

## Leben
Clemens August übernahm 1778 den Familienbesitz und konnte das Vermögen der Familie beträchtlich vermehren, da er Universalerbe der Fürstbischöfe Wilhelm Anton von der Asseburg, seines Großonkels mütterlicherseits, und Friedrich Wilhelm von Westphalen, seines Onkels väterlicherseits, war. Letzterer hinterließ angeblich ein Vermögen von 900.000 Talern. Er erweiterte den Besitz durch Landkauf, so etwa durch den Kauf von Gut Rixdorf bei Eutin. In den Hochstiften Hildesheim, Paderborn und Osnabrück war er Inhaber der erblichen Ehrenämter Erbschenk, Erbküchen- und Erbjägermeister. 
Er war Hildesheimer und Paderborner wirklicher geheimer Rat und Oberstallmeister. Weiterhin war er Abgeordneter der Landstände des Hochstifts Paderborn. In diesem Territorium war er Landdrost sowie Drost der Ämter Liebenburg und Hunnesrück. Er war auch Kurmainzer Staatsminister und als solcher zweiter Wahlbotschafter bei der Kaiserwahl von 1790. Außerdem war er für die allgemeinen Reichs-, Kreis-, Justiz- und Polizeigeschäfte zuständig.
Clemens August war auch königlicher und kaiserlicher Kämmerer und geheimer Rat. Lange Jahre war er kaiserlicher Gesandter im Rang eines bevollmächtigten Ministers an den Höfen der Kurfürsten von Köln und Trier sowie beim niederrheinisch-westphälischen Reichskreis. Zu Beginn der Koalitionskriege drängte er vergeblich den Reichskreis zu aktiver Kriegsvorbereitung. Im Jahr 1801 brachte er die Aachener Reichskleinodien Evangeliar, Stephansbursa und den Säbel Karls des Großen von Aachen nach Wien.
Seit 1779 war er Burgmann auf der kaiserlichen Burg Friedberg, seit 1783 Regimentsburgmann und seit 1805 letzter Burggraf der Burggrafschaft Friedberg und Großprior des St. Josephsordens. Er erwarb das Weingut und Schloss Reinhartshausen und Teile der Rheininsel Mariannenaue. Seit 1801 ließ er das Schloss in seiner heutigen Form erbauen.
Von Kaiser Leopold II. wurde Clemens August 1792 für seine Verdienste in den Reichsgrafenstand erhoben.